# Weinbau in Massachusetts
Weinbau in Massachusetts bezeichnet den Weinbau im amerikanischen Bundesstaat Massachusetts. Gemäß US-amerikanischem Gesetz ist jeder Bundesstaat und jedes County eine geschützte Herkunftsbezeichnung und braucht nicht durch das Bureau of Alcohol, Tobacco, Firearms and Explosives als solche anerkannt zu werden.
Über 20 Weingüter bewirtschaften die Rebflächen, die über zwei Subregionen, die sogenannten American Viticultural Area, verfügt. Damit verfügt dieser Bundesstaat über eine der kleinsten Rebflächen der Vereinigten Staaten. Die Weinberge befinden sich allesamt in Küstennähe sowie auf den beiden Inseln Martha’s Vineyard sowie Chappaquiddick.
Aufgrund des sehr kühlen Klimas in Massachusetts gibt es einen bedeutenden Anteil von französischen Hybridreben sowie autochthonen Abkömmlingen amerikanischer Wildreben. Zurzeit laufen Versuche mit den Edelreben Chardonnay, Pinot gris, Pinot noir und Riesling.